# Almost Married (film fra 1919)
Almost Married er en amerikansk stumfilm fra 1919 af Charles Swickard.

## Medvirkende
- May Allison - Adrienne Le Blanc
- June Elvidge - Patricia 'Patty' Hudson
- Sam Hardy - James Winthrop
- Walter Percival - Carrington O'Connell
- Frank Currier - Michael O'Connell
- Malcolm Fassatt - Walter Kirkwood
- William T. Carleton - James Winthrop
- Harry L. Rattenberry - Papa Le Blanc
- Wharton James - Hastings
- Hugh Fay - Manny Morrison